# Symbiotes montanus
Symbiotes montanus là một loài bọ cánh cứng trong họ Endomychidae. Loài này được Casey miêu tả khoa học năm 1916.